# Abaera chalcea
Abaera chalcea là một loài bướm đêm thuộc chi Abaera. Loài này được George Hampson mô tả năm 1897 và được tìm thấy ở Brasil.